# Virtudes Cuevas
Virtudes Cuevas i Escrivà (Sueca, País Valencià, 3 de febrer de 1913 - 5 de juliol del 2010, París, França) fou una activista valenciana que va sobreviure al camp d'extermini nazi de Ravensbrück. Va militar en les Joventuts Socialistes Unificades i durant la Guerra Civil espanyola es va allistar en el Cinquè Regiment. A mesura que avançaven les tropes franquistes es va desplaçar a Catalunya i va arribar a França, on es va allistar en la resistència. Fou coneguda entre la resistència francesa com a «Madame Carmen» o «Madame Vidal». Va actuar com a enllaç i va proveir d'aliments a militants anarquistes, comunistes i socialistes amb la posada en circulació de propaganda, informació i armes. Va sobreviure a Ravensbrück al costat de Geneviève de Gaulle, neboda del general Charles de Gaulle, amb qui mantindria una amistat fins al final de la seua vida. Fou condecorada pel president Charles de Gaulle amb els graus de Cavaller, Oficial i Comandadora en la Legió d'Honor.
Estava casada amb Albert Codina Pagès (Begur, 1912- Vitry-sur-Seine, 1991), que també va ser víctima de la repressió nazi i fou internat al camp de concentració de Mauthausen.
L'any 2003 llegà dos propietats, una casa i un solar del carrer de Magraners, números 18 i 20, a l'Ajuntament de Sueca per a la seua utilització com a seu d'un museu on es difondrien les barbàries comeses pel nazisme i el feixisme; malgrat el compromís municipal assumit notarialment, el projecte encara no s'ha aconseguit dur a terme.